# Ernesto Lecuona

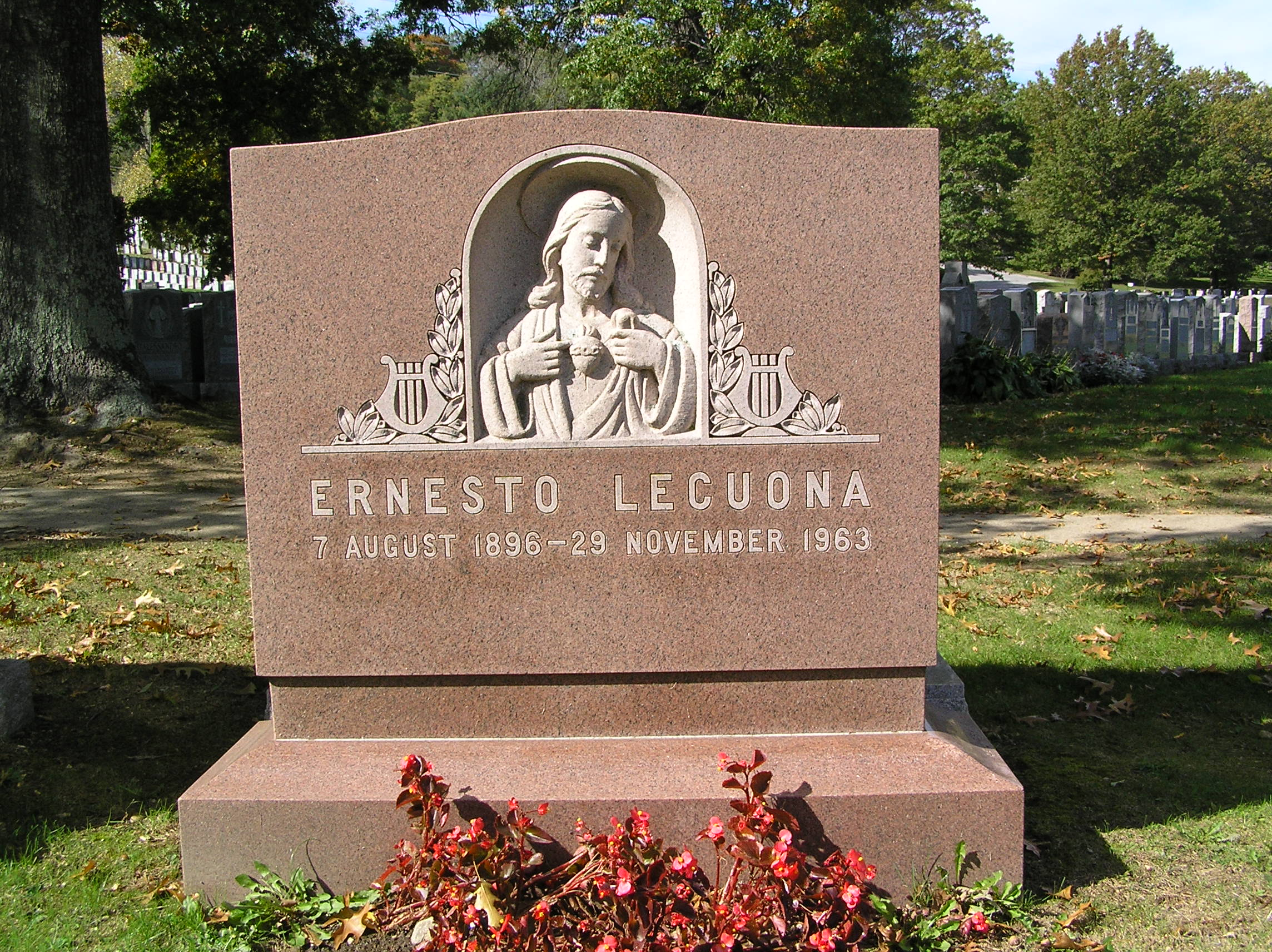
Hrob Ernesta Lecuony ve státě New York

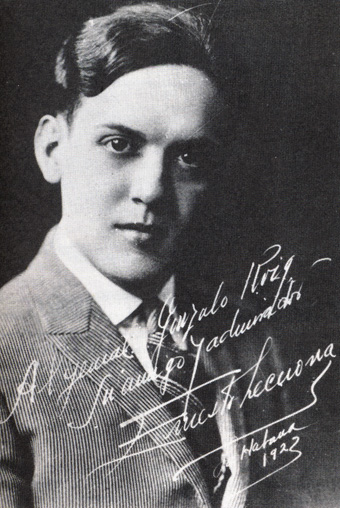
Ernesto Lecuona v roce 1922

Ernesto Sixto de la Asunción Lecuona Casado (Guanabacoa, Kuba, 6. srpna 1895 - Santa Cruz de Tenerife, Canarias, 29. listopadu 1963) byl kubánský hudebník a skladatel.

## Životopis
Ernesto se narodil jako syn novináře Ernesta Lecuona Ramose, který pocházel z Kanárských ostrovů, ale později se usadil na Kubě, tehdejší provincii La Corona de España. Již v útlém věku se začal učit hrát na klavír pod vedením své sestry Ernestiny a bylo zřejmé, že měl hudební nadání. Ve věku 5 let přednesl svůj první recitál a ve 13 letech složil svou první skladbu, dvoustupňový pochod s názvem Cuba y América pro koncertní kapelu.
Studoval na Peyrellade Conservatoire u Antonia Saaverdyho a slavného Joaquína Nina. Když mu bylo 16 let, dokončil studium na Conservatorio Nacional de La Habana se zlatou hereckou medailí. Mimo Kubu zahájil svou kariéru v Aeolian Hall (New York) a pokračoval ve studiu ve Francii u Maurice Ravela. Založil první iberoamerický orchestr ve Spojených státech pojmenovaný Lecuona Cuban Boys.
Lecuona je považován za jednoho z nejvýznamnějších kubánských hudebníků. Spolu s Gonzalem Roigem a Rodrigem Pratsem tvoří nejdůležitější trojici skladatelů kubánského lyrického divadla a zejména zarzuely . Nejdůležitějším příspěvkem Lecuony divadelnímu žánru je definitivní formulace kubánské romance.
Mezi jeho díly vynikají zarzuely Canto Siboney, která se vyskytuje v jeho díle La tierra de Venus, Damisela Encantadora, která se vyskytuje v Lola Cruz, dále Diablos y Fantasías, El Amor del Guarachero, El Batey (1929), El Cafetal, El Calesero, El Maizal, La Flor del Sitio, Tierra de Venus (1927), María la O (1930) a Rosa la China (1932), dále písně Canto Carabalí a La Comparsa a Malagueña (1933), patřící do jeho suity Andalucía, jeho taneční díla Danza de los Ñáñigos a Danza Lucumí, opera El Sombrero de Yarey, Rapsodia Negra pro klavír a orchestr a také Suite Española. Jeho díla dala žánrově i stylově definitivní podobu kubánské zarzuele, která je velmi podobná opeře. Některé zde zmíněné zarzuely jsou jedinými latinskoamerickými inscenacemi, se kterými dále pracovali umělci ve Španělsku. V roce 1942 byla jeho skladba Siempre en mi corazón nominována na Oscara za nejlepší píseň, ale místo ní byla zvolena píseň Bílé Vánoce.
V roce 1938 účinkoval v argentinském filmu ¡Adiós, Buenos Aires! režiséra Leopolda Torrese Ríose. V roce 1960, po úspěšné komunistické revoluci na Kubě, se přestěhoval do Tampy ve Spojených státech. O šíření jeho hudebního díla se postaralo mnoho hudebníků a dirigentů, jako například španělský režisér Xavier Cugat. Jeho přítel a umělecký spolupracovník Orlando Martínez, stejně jako kubánský pianista a muzikolog Odilio Urfé, věnovali velké úsilí sběru a šíření jeho díla. Pravdou také je, že tisk a kritici -cizí i domácí- mu byli vždy nakloněni.
O tři roky později zemřel v Santa Cruz de Tenerife na Kanárských ostrovech během návštěvy otcovy domoviny. Byl pochován na hřbitově Gate of Heaven Cemetery v Hawthorne v New Yorku.

## José Mojica a další umělci
Mezi nejslavnější interprety jeho děl patří mexický tenorista José Mojica (1896-1974), kterého do Havany v roce 1931 pozval sám Ernesto Lecuona, aby účinkoval v několika jeho koncertech pořádaných v divadle Teatro Nacional de Habana.
José Mojica je považován za nejlepšího tenora Latinské Ameriky. V Hollywoodu zhudebnili film The Cuban Love Song (1931), v němž účinkoval barytonista Lawrence Tibbett a mexická herečka Lupe Vélezová .
Lecuona Mojicu podporoval na jeho cestě k úspěšné kariéře operního zpěváka a věnoval mu dílo Funeral, které sloužilo jako námět pro další hollywoodský film s názvem La Cruz y la espada.
Později jeho díla obletěla svět. Španělský tenorista Alfredo Kraus nahrával mnoho Lecuonových děl a pořádal koncerty, ve kterých zvěčňoval jeho hudbu. Tenorista Plácido Domingo také nahrál album jeho nejvýznamnějších skladeb pod názvem Siempre en mi corazón.
Mistr Huberal Herrera byl jedním z nejhorlivějších odborníků na Lecuonovu tvorbu a také velmi nadaný interpret. Tento pianista, známý svou vášní pro Lecuonovu tvorbu, nahrál tři alba pro společnost Sociedad General de Autores y Editores de España (SGAE), čímž zachránil staré nahrávky jednoho z nejznámějších kubánských umělců. Na festivalu Cubadisco 2017 představil své album Rosas para Ernesto Lecuona, tvořené 18 méně známými díly kubánského mistra, ve kterém doprovází španělskou sopranistku Anu Maríi Ruimontovou.
Jeho významné dílo, zarzuela María la O, byla promítána na stříbrném plátně v Mexiku a byla zinscenována na Kubě, ve Španělsku a v Mexiku.

## Ocenění
V roce 1943 byla jeho píseň Always in My Heart z filmu Siempre en mi corazón nominována na Oscara v kategorii nejlepší píseň.

## Památka
Ernesto Lecuona se objevuje jako jedna z postav románu kubánské spisovatelky Daíny Chavianové La isla de los amores infinitos (Grijalbo, 2006).
Krom toho byl také zmíněn v novele Gonzala Torrenteho Balestera La novela de Pepe Ansúrez, ve které skupina žen zpívá zarzuelu María la O.

## Dílo

### Opery
- El Sombrero de Yarey

### Zarzuely
- Niña Rita o La Habana en 1830 (s Eliseem Grenetem )
- El Batey
- Lola Cruz
- María la O
- Rosa la China
- El cafetal
- La Tierra de Venus
- Diablos y Fantasías
- El Maizal
- La Flor del Sitio
- El Calesero
- El amor de Guarachero
- La Guaracha Musulmana

### Skladby
Pro klavír
- Suite Andalucía
- Córdova/Córdoba
- Andaluza
- Alhambra
- Gitanerías
- Guadalquivir
- Malagueña
- San Francisco El Grande
- Ante El Escorial
- Zambra Gitana
- Aragonesa
- Granada
- Valencia Mora
- Aragón

Valčíky
- Si menor (Rococó)
- La bemol
- Apasionado
- Crisantemo
- Vals Azul
- Maravilloso
- Romántico
- Poético

Další díla
- Zapateo y Guajira
- Rapsodia Negra
- Canto del Guajiro
- La Habanera
- Tres miniaturas
- Polichinela
- Bell Flower
- Cajita de música
- Mazurka en glissado
- Preludio en la noche
- Diario de un niño
- Yumurí
- Zenaida
- Benilde
- No me olvides
- Melancolía
- Orquídeas
- La primera en la frente
- La Comprasa
- El tanguito de mamá (taká zvaná A la antigua)
- La danza interrumpida
- La mulata
- Arabesque
- Ella y yo
- La Cardenense
- A fin te vi
- Impromptu
- los Minstrels
- Gonzalo, ¡no bailes más!
- ¡Qué risa me da! Mi abuela bailaba así.
- ¡No hables más!
- No puedo contigo
- ¡Echate pa'llá María!
- Ahí viene el chino
- ¿Por qué te vas?
- Lola está de fiesta
- En tres por cuatro
- Danza Lucumí
- ¡Y la negra bailaba!
- La conga de medianoche
- Danza de los Ñáñigos
- Yo soy así
- Pensaba en ti
- Dame tu amor
- Amorosa
- Mis tristezas
- Cómo baila el muñeco
- Futurista
- Burlesca
- Mientras yo comía maullaba el gato
- La 32
- ¡Y sigue la lloviznita!
- El miriñaque
- Eres tú el amor
- Andar
- Muñequita
- Tú serás
- Negrita
- Aquí está
- Melancolía
- Lloraba en sueños
- Negra Mercé
- La negra Lucumí

## Filmy s Lecuonovo hudbou
- Hell Harbor, MGM (1930)
- Under Cuban Skies, MGM (1931)
- Free Soul, MGM (1931)
- Susana Lenox, MGM (1931)
- La cruz y la espada, MGM
- Siboney (1938)
- Always in My Heart, Warner Bros. (1942)
- One More Tomorrow, Warner Bros. (1946)
- Carnival in Costa Rica, 20th Century Fox (1947)
- María la O
- Adiós Buenos, Aires (1938)
- De México llegó el amor (1940)
- La última melodía
- Enrico IV (1984)
- 2046 (2004)
- La Isla (2005)
- Fresa y chocolate (1993)
- Joy (2015) / The malagueña
- Capablanca (1986)

## Filmografie
- Adiós Buenos Aires (1938)
- Mamá Gloria (1941)
- Carnival in Costa Rica (1947)